# Blank13
『blank13』（ブランクじゅうさん）は、2018年公開の日本の映画。
俳優・斎藤工が、本名の齊藤工名義で長編映画初監督を務めている。

## 概要
映像配信サービスひかりTVの配信用オリジナル映像として企画された。
当初は、「ブランクサーティーン」という読み方で、40分程度のコントの企画であったが、後に齊藤監督の提案で、海外の映画祭へ出品することが可能な70分の長編映画になった。
原作者・はしもとこうじの実体験に基づくストーリーである。エンドロールの最後では、父親と共に映るはしもとの幼少期の写真と共に「故・松本匡人に捧ぐ」と献辞が捧げられている。
シンガーソングライターで俳優の福山雅治が製作委員会に名を連ねている。

## あらすじ
コウジは、兄のヨシユキから実家に呼び出され、父である松田雅人が胃ガンで、とある病院に入院しており余命3ヶ月であることを、母・洋子と同時に知らされる。雅人は13年前、タバコを買いに出たきり失踪していた。雅人には400万円の借金があり、残された洋子とヨシユキ・コウジ兄弟は、大変な苦労をして返済した過去があった。そんな経緯から、洋子とヨシユキは入院中の雅人を無視するが、コウジには、幼いころ雅人と野球の練習をした楽しい記憶があったため、見舞いに行く。
しかし、13年ぶりに会った雅人はあいかわらず借金の取り立てにあっており、心が通わぬまま、コウジは病院を後にする。
やがて、雅人の葬儀の日となる。ヨシユキが喪主となり、コウジとコウジの恋人・サオリは遺族として参列するが、洋子は参列しない。葬儀が始まり、遺族以外の参列者たちが、僧侶に促されて雅人の思い出話を語り始める。そこで明らかになったのは、コウジとヨシユキが予想もしない、人情味あふれる雅人の生き様であった。

## キャスト
- 松田コウジ：高橋一生（少年期‐大西利空）
- 松田ヨシユキ：斎藤工（少年期‐北藤遼）
- 松田洋子：神野三鈴
- 西田サオリ：松岡茉優
- 松田雅人：リリー・フランキー
- 岡宗太郎：佐藤二朗
- 多田マサシ：村上淳
- 織本順吉、川瀬陽太、神戸浩、伊藤沙莉、岡田将孝（Chim↑Pom）、くっきー（野性爆弾）、大水洋介（ラバーガール）、昼メシくん、永野、ミラクルひかる、曇天三男坊、豪起、福士誠治、大竹浩一（SET）、細田香菜、小築舞衣、田中千空、蛭子能収、杉作J太郎、波岡一喜、森田哲矢（さらば青春の光 ）、榊英雄、金子ノブアキ、村中玲子

## スタッフ
- 監督：齊藤工
- 原作：はしもとこうじ
- 脚本：西条みつとし
- 音楽：金子ノブアキ
- 撮影：早坂伸
- 照明：田島慎
- 録音：西岡正己
- 美術：中谷暢広
- 助監督：桑原周平
- ラインプロデューサー：大川裕紀
- 編集：小川弾・木村悦子
- 音響効果・ミキサー：桐山裕行
- 衣装：藤山晃子
- ヘアメイク：伊藤里香、辻有見子
- 特殊メイク：TOXIC（千葉美生）
- スタント：オフィスワイルド（柴原孝典、近藤知行、佐藤幹）
- スチル：レスリー・キー
- MA：株式会社1991
- ポスプロ：ヌーベルアージュ、アクティブ・シネ・クラブ
- ラボ：IMAGICA
- ロケ協力：足利市、足利市映像のまち推進課、小山町フィルムコミッション　ほか
- スペシャルサンクス：板谷由夏、松崎健夫、菊地健雄、金沢知樹
- 製作者：坂東浩二、富永正人、藤本款、余田光隆
- 企画プロデューサー：佐久間大介
- エグゼクティブ・プロデューサー：小林智
- プロデューサー：小林有衣子、小川貴史
- 協力プロデューサー：宮野敏一（株式会社10+4（ジューシー））
- 制作プロダクション：イースト・ファクトリー
- 配給：クロックワークス
- 特別協力：ひかりTV
- 製作：「blank13」製作委員会（ひかりTV、EAST GROUP、クロックワークス、TBSサービス）（企画協力：福山雅治）

## 受賞
- ゆうばり国際ファンタスティック映画祭2017　観客賞
  - ゆうばりファンタランド大賞[7]
- 第20回上海国際映画祭アジア新人賞部門
  - 最優秀監督賞（齊藤工）[8]
- 第15回ウラジオストク国際映画祭長編コンペティション部門
  - 最優秀男優賞（高橋一生・斎藤工・リリー・フランキー）[9]
- 第3回シドニー・インディ映画祭
  - 最優秀脚本賞（西条みつとし）[10]
- トロント日本映画祭2018
  - AUDIENCE CHOICE KOBAYASHI AWARD[11]
- 第38回ハワイ国際映画祭
  - Halekulani Maverick Award（齊藤工）[12]

## 興行成績
興行収入1億円、観客動員7.9万人を突破。

## 関連商品
- 主題歌 - 笹川美和「家族の風景」 - アルバム『新しい世界』に収録（cutting edge、2018年1月31日）
- 『blank13』Blu-ray & DVD（TCエンタテインメント 2018年10月31日）